# مندلیف (دهانه)
مندلیف یک دهانه برخوردی در ماه‌ است.

## دهانه‌های اقماری
این دهانه ۱ دهانه اقماری دارد.
| Mendeleev | عرض جغرافیایی | طول جغرافیایی | قطر          |
| --------- | ------------- | ------------- | ------------ |
| P         | ۲.۷° N        | ۱۳۹.۴° E      | ۲۹.۰ کیلومتر |